# Luigi Broggi
Luigi Broggi (Milán, 6 de mayo de 1851 - Milán, 4 de octubre de 1926) fue un arquitecto, urbanista y profesor italiano. Comenzó su formación asistiendo a un curso preparatorio en el Regio Istituto Tecnico Superiore (que después se convirtió en el Politécnico de Milán) entre 1871 y 1872. Posteriormente siguió estudiando en la Escuela de Arquitectura (1873-75) de la Academia de Bellas Artes de Brera, donde fue alumno de Camillo Boito, y pues entre 1892 y 1895, cuando se convirtió en profesor adjunto de geometría.
En 1879 abre en Milán su estudio de arquitectura, dos años tras su casamiento. Proyectó numerosos edificios de estilo ecléctico en Milán durante la importante fase de reforma urbana de la ciudad al final del siglo XIX y al comienzo del siglo XX. Entre sus obras más conocidas hay varios edificios en los alrededores de la piazza Cordusio en el centro de la ciudad. Además, proyectó numerosas fincas en Lombardía, monumentos funerarios en el Cementerio Monumental de Milán y en el de Pallanza, y varios hoteles en Génova.
Aunque sus obras presenten predominantemente un estilo ecléctico, sus últimos trabajos también tienen influencias modernistas.

## Obras destacadas
- 1891: Palazzo della Società Italia.
- 1898: Casa Sardi.
- 1901: Palacio Broggi.
- 1902: Palazzo del Credito Italiano.
- 1903: Magazzini Contratti.
- 1912: Palacio del Banco de Italia.

## Galería

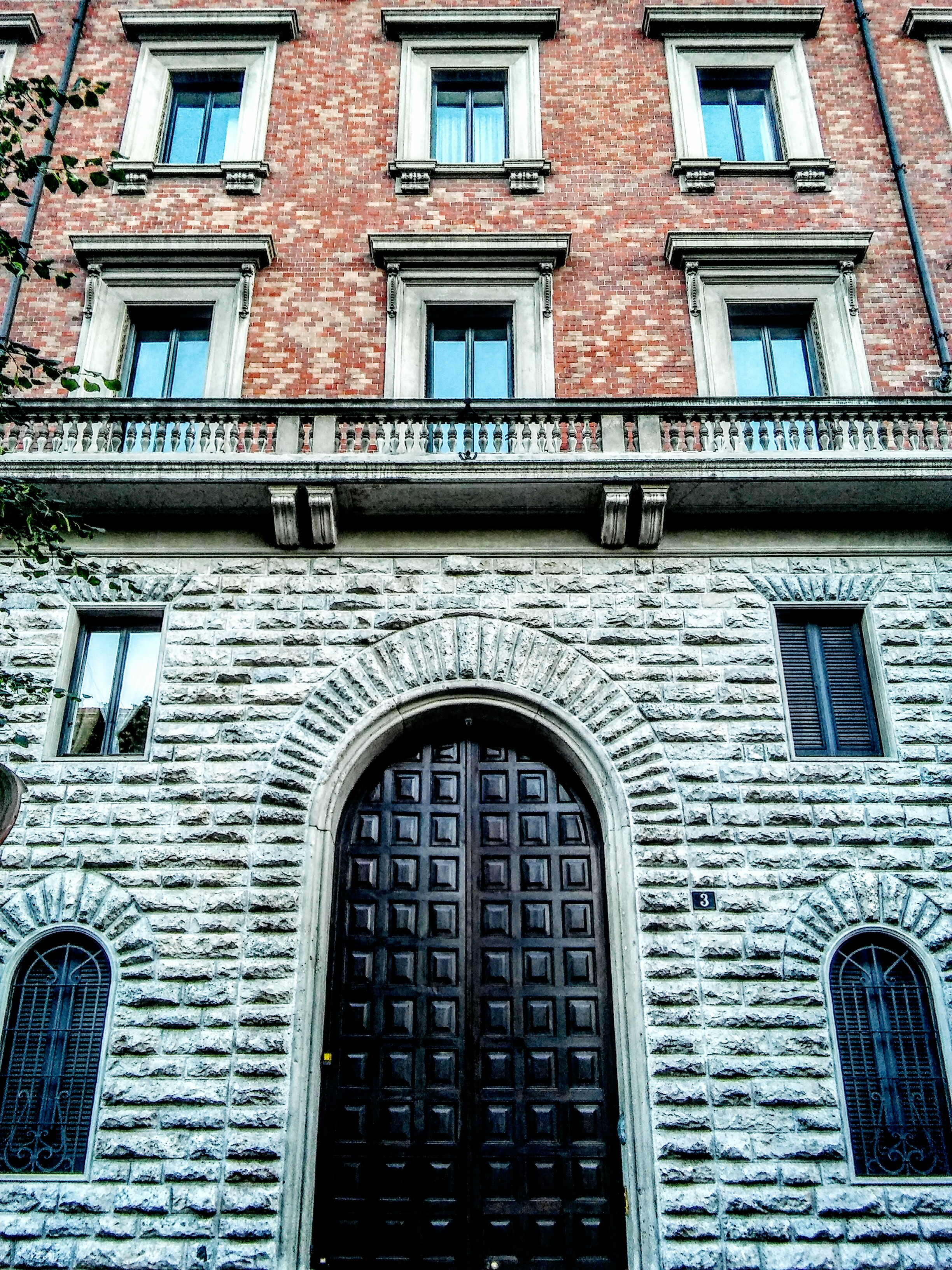
Vista de la fachada de la Casa Sardi, via Paleocapa, Milán
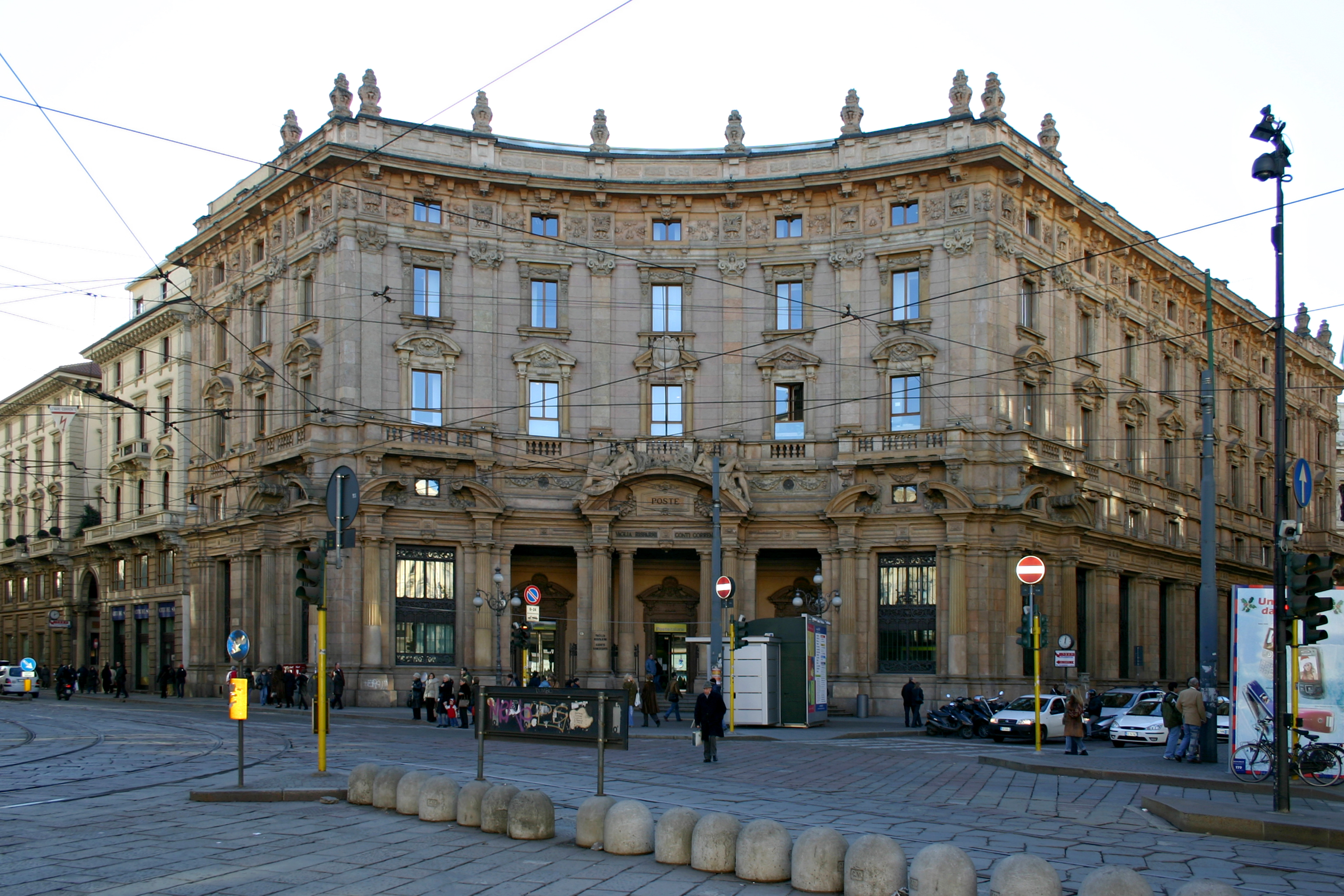
Palacio Broggi (Palazzo delle Poste) en Piazza Cordusio, Milán
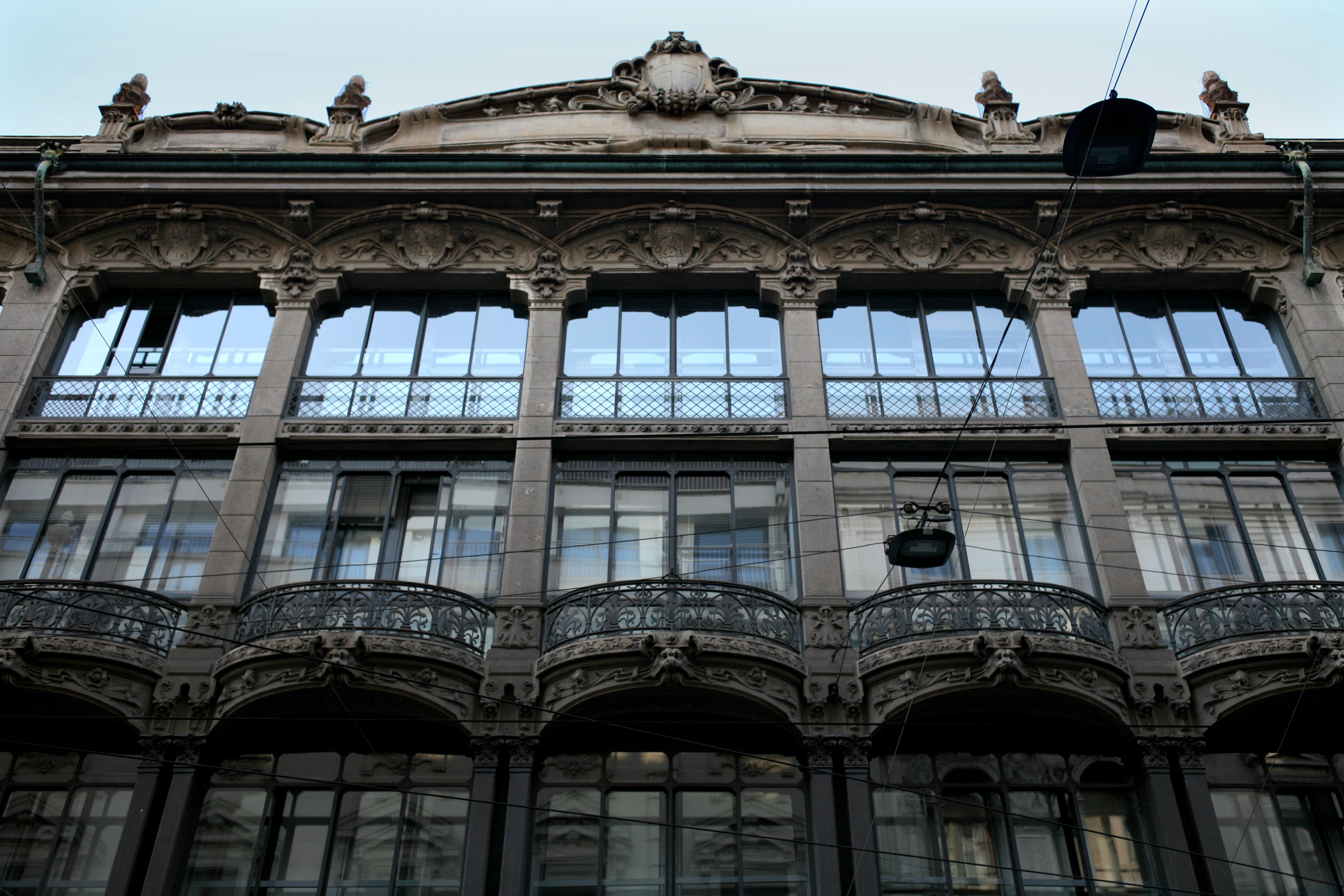
Vista en perspectiva del Magazzini Contratti, Milán, 1903, en via Tommaso Grossi